# Diamond Star Halos
Diamond Star Halos – dwunasty album studyjny zespołu Def Leppard, wydany w 2022 roku.

## Powstanie
Pomysł na powstanie albumu powstał podczas pandemii COVID-19, kiedy to Joe Elliott przebywał w Irlandii, Rick Savage w Wielkiej Brytanii, a pozostali członkowie zespołu w Stanach Zjednoczonych. Muzycy pracowali w warunkach zdalnych, podsuwając pomysły telefonicznie i przez internet. Tytuł albumu nawiązuje do piosenki T. Rex „Get It On” z 1971 roku, w której padają te słowa.

## Lista utworów
1. „Take What You Want” (4:14)
2. „Kick” (3:42)
3. „Fire It Up” (3:19)
4. „This Guitar” (gościnnie Alison Krauss) (3:50)
5. „SOS Emergency” (3:25)
6. „Liquid Dust” (4:01)
7. „U Rok Mi” (3:33)
8. „Goodbye for Good This Time” (4:27)
9. „All We Need” (4:46)
10. „Open Your Eyes” (4:19)
11. „Gimme a Kiss” (3:12)
12. „Angels (Can't Help You Now)” (4:57)
13. „Lifeless” (gościnnie Alison Krauss) (4:19)
14. „Unbreakable” (3:46)
15. „From Here to Eternity” (5:37)

### Edycja deluxe
1. „Take What You Want” (4:14)
2. „Kick” (3:42)
3. „Fire It Up” (3:19)
4. „This Guitar” (gościnnie Alison Krauss) (3:50)
5. „SOS Emergency” (3:25)
6. „Liquid Dust” (4:01)
7. „U Rok Mi” (3:33)
8. „Goodbye for Good This Time” (4:27)
9. „All We Need” (4:46)
10. „Open Your Eyes” (4:19)
11. „Gimme a Kiss” (3:12)
12. „Angels (Can't Help You Now)” (4:57)
13. „Lifeless” (gościnnie Alison Krauss) (4:19)
14. „Unbreakable” (3:46)
15. „From Here to Eternity” (5:37)
16. „Goodbye for Good This Time” (Avant-Garde Mix) (4:34)
17. „Lifeless” (Joe Only Version)	(4:21)

## Wykonawcy
- Joe Elliott – wokal, gitara
- Phil Collen – gitara, wokal wspierający
- Rick Savage – gitara basowa, gitara, wokal wspierający
- Vivian Campbell – gitara, wokal wspierający
- Rick Allen – perkusja

## Pozycje na listach sprzedaży
| Lista             | Pozycja | Źródło |
| ----------------- | ------- | ------ |
| Australia         | 3       | [ 7 ]  |
| Austria           | 10      | [ 7 ]  |
| Belgia (Flandria) | 30      | [ 7 ]  |
| Belgia (Walonia)  | 17      | [ 7 ]  |
| Czechy            | 45      | [ 8 ]  |
| Finlandia         | 8       | [ 7 ]  |
| Francja           | 27      | [ 7 ]  |
| Hiszpania         | 16      | [ 7 ]  |
| Holandia          | 61      | [ 7 ]  |
| Irlandia          | 25      | [ 9 ]  |
| Japonia           | 16      | [ 10 ] |
| Kanada            | 16      | [ 11 ] |
| Niemcy            | 8       | [ 7 ]  |
| Norwegia          | 22      | [ 7 ]  |
| Nowa Zelandia     | 21      | [ 7 ]  |
| Polska            | 12      | [ 12 ] |
| Portugalia        | 26      | [ 7 ]  |
| Stany Zjednoczone | 10      | [ 13 ] |
| Szkocja           | 3       | [ 14 ] |
| Szwajcaria        | 4       | [ 7 ]  |
| Szwecja           | 14      | [ 7 ]  |
| Węgry             | 18      | [ 15 ] |
| Wielka Brytania   | 5       | [ 16 ] |
| Włochy            | 86      | [ 7 ]  |